# Levente
Levente ist ein ungarischer männlicher Vorname. 

## Herkunft und Bedeutung
Der Name Levente taucht im Stammbaum der Arpáden zweimal auf. Erstmals wird Levente als der älteste Sohn von Árpád dem Begründer der Árpádendynastie erwähnt. Levente war ein Heerführer und starb noch vor 907. Zum zweiten Mal wird Levente († 1046) als der älteste Sohn von Vazul, einem Fürsten aus der ungarischen Arpadendynastie erwähnt. 
Der Name, der so viel wie „Held, kühner Recke, Ritter“ bedeutet, ist aus dem serbokroatischen leventa (türkischer Seemann, Held, stattlicher Kämpfer) abgeleitet. Das Wort stammt ursprünglich aus dem Persischen: levend (freier, freiwilliger Soldat) und wird ausschließlich im Ungarischen als Vorname verwendet.
Die Kurzform Levi ist nicht verwandt mit dem jüdischen Vornamen Levi, oft auch Levy geschrieben. Diverse Slangversionen wie Lecsó sind unter ungarischen Jugendlichen ebenfalls beliebt. Der Namenstag wird am 18. bzw. am 28. Juni gefeiert.

## Namensträger
- Levente Bozsik (* 1980), ungarischer Fußballspieler
- Levente Csik (* 1974), rumänischer Fußballspieler
- Levente Csiszér (* 1981), ungarischer Badmintonspieler
- Levente Elekes (* 1972), rumänischer Eishockeyspieler
- Levente Hozó (* 1975), rumänischer Eishockeyspieler und -trainer
- Levente Lengyel (1933–2014), ungarischer Schachmeister
- Levente Lőrincz (* 1986), rumänischer Eishockeyspieler
- Levente Péter (* 1986), rumänischer Eishockeyspieler
- Levente Schultz (* 1977), ungarischer Fußballspieler
- Levente Szuper (* 1980), ungarischer Eishockeyspieler
- Levente Zsók (* 1983), rumänischer Eishockeyspieler

## Familienname
- Mihai Levente (1915–1976), rumänischer Politiker (PCR), Minister und Botschafter